# HD 196885
HD 196885 ist ein Stern im Sternbild Delphin. Er ist Teil eines Doppelsternsystems. Um den Hauptstern HD 196885 A herum wurde ein Exoplanet entdeckt. HD 196885 ist rund 110 Lichtjahre weit von der Sonne entfernt und ist etwa 1,2-mal so groß.

## Planeten
Der deutlich besser erforschte Begleiter von HD 196885 wird als HD 196885 Ab bezeichnet und ist ein Planet, der mindestens drei Mal so schwer wie Jupiter ist (mindestens 2,96-fache Jupitermasse). Er wurde mit Hilfe der Radialgeschwindigkeitsmethode entdeckt und benötigt für einen Umlauf um den Zentralstern 1349 Tage. Über HD 196855 B ist zurzeit (2013) nur bekannt, dass er ein Roter Zwergstern ist.